# Перший вінок
«Перший вінок» — перший в Україні феміністичний альманах, виданий у 1887 року у Львові Наталією Кобринською та Оленою Пчілкою. Містив 40 творів (від статей до оповідань і поезії), зокрема Лесі Українки, Ганни Барвінок, Уляни Кравченко, Климентії Попович, та передмову Кобринської. Вийшов з друкарні Товариства імені Шевченка обсягом 464 сторінки за активної допомоги Івана Франка.

## Значення
Цей альманах, як і три книги збірника «Наша доля», видані вже самою Кобринською, в 1880—1890-х, важливі тим, що першими в Галичині й в Україні поставили жіноче питання як проблему, яку висвітлювали в різних аспектах. Тут і становище жінки в суспільстві, і питання жіночих організацій, і дитячі заклади, які б вивільняли час для трудівниць, і міжнародний феміністський рух. В альманасі «Перший вінок» друкувалось чимало художніх творів, передусім жінок-письменниць.
Так летиж наш соколику в широкий світ і заглянь всюди, де знайдеш нещасну жінку, журливу матір, забуту вдову, безнадійну дівчину, опущених сиріт! Заглянь і там, де ніби радість і веселість, бо і там можеш на дні знайти сльози! Та хоч може не всюди приймуть тебе, а то ще й злим проженуть словом, то прийде час, що згадають колись про першого звістуна! — Наталя Кобринська, Переднє слово, ст. 3.

## Вміст
Вміст приведений за покажчиком: Іван Бойко. Українські літературні альманахи і збірники XIX — початку XX ст.. — Київ : Наукова думка, 1967. — С. 82.
1. Наталія Кобринська. Передне слово, с. 1—3.
2. Олена Пчілка. Перший вінок. («На працю нашу уважати…»), с 4.
3. Наталія Кобринська. Про рух жіночий в новійших часах. [Стаття], с. 5—23.
4. Уляна Кравченко. Я не жалюсь. (Два сонети) «Я не жалюсь, що горе все стрічаю ..», с 23—24; «О, не жалюсь я! Я з терпіння болю…», с. 24.
5. Ганна Барвінок. Перемогла. (Оповідання з народних уст), с 25—56.
6. Леся Українка. Русалка («Коло річки, у садочку…»), с. 56—68.
7. Наталія Кобринська. Руське жіноцтво в Галичині в наших часах [Стаття], с 68—102.
8. Олена Пчілка. Дебора. Біблейським обрат. (Присв. Лесі Українці) («Ізраїлю нещасний люде…»), с 103—106 — Левицька О. На чужині. (Правдива пригода), с. 106—112.
9. Климентія Попович. Звичайна історія. («Грішно бідним любишся! Люди насміються»), с. 112—120.
10. Бажанська Олеся. Кіндрат (Новели з народного життя), с. 120—139.
11. Дніпрова Чайка. Пізно! («Тяжко мені, важко…»), с. 139—-142.
12. Уляна Кравченко. За много! (Три сонети): «Коли їх бачу, легких, мов з піни…», с. 142; «Коли їх бачу, як живуть в журбі…», с. 143; «І дума ся, мов рана, грудь болить…», с. 143—144.
13. Єрина ххх. Родинна неволя жінок в піснях і обрядах весільних. [Стаття ]. с. 144—159.
14. Олеся Б. Колись було. («Колись була я весела…»), с. 159.
15. Єлена Грицай. Восени («Чом листочки облітають…»), с. 160.
16. Михалина Рошкевич. Таку вже бог долю судив. (Народне оповідання), с 161—176
17. Леся Українка. Любка («Була в мами доня, любка чорнобрива…»), с. 176, «На зеленому горбочку…», с. 176—177
18. Наталія з Озаркевичів Кобринська. Пані Шумінська (Образок з життя), с. 177—195.
19. Дніпрова Чайка. Сестрицям-українкам. («Одна я, все одна на світі…»), с. 196—197.
20. Катерина Довбенчук. Дівка и княгиня. Народні обичаї в Косішцииі. [Стаття], с. 197—207.
21. Уляна Кравченко. На новий шлях! («Куди, о, сестро, смілий лет звертаємо..»), с. 207—208
22. Єрина ххх. Пісок! Пісок! (Оповідання), с. 209—216.
23. Дніпрова Чайка. Нічною добою. («Серед неба високо…»), с. 216.
24. Ольга Франко. Карпатські бойки і їх родинне життя. (Стаття), с. 217—230.
25. Леся Українка. Поле. («Літо краснеє минуло…»), с. 230—231
26. Олена Пчілка. Товаришки. (Оповідання), с. 231—359.
27. Людмила Старицька. Панахида. («В церкві йде сумна, тяжка відправа…»), с. 360—361.
28. Анна Павлик. Зарібниця. (Образок з жіночого життя), с. 361—365.
29. Дніпрова Чайка. Безщасна. («Не тобі, чорнявая селянко…»), с. 365—367.
30. Ганна Барвінок. Жіноче бідуваннє (Оповідання, вийняте з народних уст), с. 367—873.
31. Уляна Кравченко. Думки* «Ох, аж в чужій, далекій сторонопйі…», с. 373—374, «Досить, мій отче, о досить недолі!..», с 374—375; «Лиш вічної борби, а не спокою…», с. 375—376.
32. Нагалія Кобринська. Пансудія. (Образок з життя), с. 376—395.
33. Климентія П. Де бог мій. («Бог мій, го сила, то світ безмежний…»), с. 395—396.
34. Михалина Рошкевич. Теща (Образок а народного життя), є. 396—404.
35. Дніпрова Чайка. Посуха. («Давно був дощ; змарніло поле. .»), с. 405
36. Наталія Кобринська. Заміжня жінка середньої верстви [Стаття], с. 406—416.
37. Уляна Кравченко. Не рвись в будуще. (Два сонети) «Чому так рано, пупінку дрожачий…», с. 417; «Сестричко, чом в життя весні вкриваєш». с. 417—418
38. Сидора Навроцька. Попався в сіть. (Оповідання), с. 418—455
39. Дніпрова Чайка. Дівочий жаль. («Хмари вкрили синє небо, сонце заступили…»), с. 456.
40. Наталія Кобринська. Про первісну ціль Товариства руських жінок в Станіславі, зв'ятакого 1884 року [Стаття], с. 457—463.
41. О. П. К І Карасинська-Троїцька. (Некролог), с. 463—464.

## Відгук Івана Франка
Детальну оцінку альманахові Іван Франко дав у праці «Нарис з історії української літератури до 1890 р.» (1910). А у 1887 Франко опублікував статтю «Перший вінок» польською мовою в газеті «Kurier Lwowski», 1887, № 172, 23 червня, s. 5, без підпису. Подібну статтю під назвою «Перший вінок, жіночий альманах, виданий коштом і заходом Наталії Кобринської і Олени Пчілки» Франко надрукував у додатку до газети «Kraj» «Przegląd Literacki» (1887. — № 25. — 19.VI/1.VII. — S. 7, рубрика «Sprawozdania literackie») за підписом: Iw. Franko. Подається за першодруком у перекладі.

| «Перший вінок» Під такою назвою вийшов український жіночий альманах, виданий коштом і старанням пані Наталі Кобринської та Олени Пчілки. Це досить об'ємна книжка (464 стор. 8-ки), в якій міститься 43 оригінальні белетристичні і наукові праці пера самих жінок-українок з Галичини і України. З відомих уже в українській літературі авторок знаходимо тут пані Ганну Барвінок, яка дала дві новели з народного життя, пані Олену Пчілку (повість і два вірші), а також пані Кобринську, яка, крім двох новел, помістила в цьому альманахові цілий ряд публіцистичних статей про жіноче питання за кордоном і про стан та розвиток руських жінок у Галичині. З авторок-початківців відзначимо Уляну Кравченко і К. Попович, які помістили кілька цілком вдалих поезій, Олену Бажанську, яка дала гарну новелу, Ісидору Навроцьку, Михайлину Рошкевич, Ольгу Левицьку, Ольгу Франко, Лесю Українку і талановиту поетку, яка приховується за псевдонімом Дніпрова Чайка. |